# Vancouver East (circonscription britanno-colombienne)
Pour les articles homonymes, voir Vancouver (homonymie).
Circonscription électorale provinciale du Canada
Vancouver East est une ancienne circonscription provinciale de la Colombie-Britannique représentée à l'Assemblée législative de la Colombie-Britannique de 1933 à 1991.

## Géographie
Créée simultanément avec les circonscriptions de Vancouver-Burrard et Vancouver-Point Grey et Vancouver Centre, la circonscription représente la partie est de la ville de Vancouver.

## Liste des députés
| Législature                                                                                 | Années                                 | Député                                 | Député                                 | Parti                                  | Député                                 | Député                                 | Parti                                  |
| Vancouver East Issue de Vancouver City                                                      | Vancouver East Issue de Vancouver City | Vancouver East Issue de Vancouver City | Vancouver East Issue de Vancouver City | Vancouver East Issue de Vancouver City | Vancouver East Issue de Vancouver City | Vancouver East Issue de Vancouver City | Vancouver East Issue de Vancouver City |
| ------------------------------------------------------------------------------------------- | -------------------------------------- | -------------------------------------- | -------------------------------------- | -------------------------------------- | -------------------------------------- | -------------------------------------- | -------------------------------------- |
| 18e                                                                                         | 1933-1937                              |                                        | Harold Edward Winch                    | Social-démocrate                       |                                        | John Price                             | Social-démocrate                       |
| 19e                                                                                         | 1937-1941                              |                                        | Harold Edward Winch                    | Social-démocrate                       | James Lyle Telford                     | Social-démocrate                       |                                        |
| 20e                                                                                         | 1941-1945                              |                                        | Harold Edward Winch                    | Social-démocrate                       | Arthur James Turner                    | Social-démocrate                       |                                        |
| 21e                                                                                         | 1945-1949                              |                                        | Harold Edward Winch                    | Social-démocrate                       | Arthur James Turner                    | Social-démocrate                       |                                        |
| 22e                                                                                         | 1949-1952                              |                                        | Harold Edward Winch                    | Social-démocrate                       | Arthur James Turner                    | Social-démocrate                       |                                        |
| 23e                                                                                         | 1952-1953                              |                                        | Harold Edward Winch                    | Social-démocrate                       | Arthur James Turner                    | Social-démocrate                       |                                        |
| 24e                                                                                         | 1953-1955                              |                                        | Arnold Alexander Webster               | Social-démocrate                       | Arthur James Turner                    | Social-démocrate                       |                                        |
| 25e                                                                                         | 1956–1960                              |                                        | Frederick Morton Sharp                 | Créditiste                             | Arthur James Turner                    | Social-démocrate                       |                                        |
| 26e                                                                                         | 1960–1963                              |                                        | Alexander Barrett MacDonald            | Social-démocrate                       | Arthur James Turner                    | Social-démocrate                       |                                        |
| 27e                                                                                         | 1963–1966                              |                                        | Alexander Barrett MacDonald            | Néo-démocrate                          | Arthur James Turner                    | Social-démocrate                       |                                        |
| 28e                                                                                         | 1966–1969                              |                                        | Alexander Barrett MacDonald            | Néo-démocrate                          | Robert Arthur Williams                 | Néo-démocrate                          |                                        |
| 29e                                                                                         | 1969–1972                              |                                        | Alexander Barrett MacDonald            | Néo-démocrate                          | Robert Arthur Williams                 | Néo-démocrate                          |                                        |
| 30e                                                                                         | 1972–1975                              |                                        | Alexander Barrett MacDonald            | Néo-démocrate                          | Robert Arthur Williams                 | Néo-démocrate                          |                                        |
| 31e                                                                                         | 1975–1979                              |                                        | Alexander Barrett MacDonald            | Néo-démocrate                          | Robert Arthur Williams                 | Néo-démocrate                          |                                        |
| 32e                                                                                         | 1979–1983                              |                                        | Alexander Barrett MacDonald            | Néo-démocrate                          | Dave Barrett                           | Néo-démocrate                          |                                        |
| 33e                                                                                         | 1983–1984                              |                                        | Alexander Barrett MacDonald            | Néo-démocrate                          | Dave Barrett                           | Néo-démocrate                          |                                        |
| 33e                                                                                         | 1984-1986                              |                                        | Alexander Barrett MacDonald            | Néo-démocrate                          | Robert Arthur Williams                 | Néo-démocrate                          |                                        |
| 34e                                                                                         | 1986–1991                              |                                        | Glen Clark                             | Néo-démocrate                          | Robert Arthur Williams                 | Néo-démocrate                          |                                        |
| Circonscription abolie, voir Vancouver-Kensington, Vancouver-Hastings et Vancouver-Kingsway |                                        |                                        |                                        |                                        |                                        |                                        |                                        |